# فيشكوفو (زاكارباتسكا)
فيشكوفو (Вишково) هي مدينة في مقاطعة زاكارباتسكا في أوكرانيا.
يبلغ عدد سكانها حوالي 8,041 نسمة.

## أعلام
- رونالد تاكاكس